# North Carolina Tar Heels (honkbal)
Het North Carolina Tar Heels honkbalteam vertegenwoordigt de Universiteit van North Carolina te Chapel Hill in NCAA Division I honkbal. Het team speelt in de Coastal Division van de Atlantic Coast Conference (ACC). Ze spelen hun wedstrijden in het Boshamer Stadium. Sinds 2021 is Scott Forbes hoofdcoach van de Tar Heels.

## Geschiedenis
In 1867 speelde de Tar Heels hun eerste wedstrijd, die met 34-17 werd gewonnen van Raleigh. Van de volgende 23 jaar zijn er geen statistieken bijgehouden. Wel is bekend dat het honkbalteam nog steeds wedstrijden speelde. Vanaf 1891 zijn er weer statistieken bekend.
In 1954 werden de Tar Heels lid van de ACC. In 1960 wonnen ze voor het eerst het ACC kampioenschap, en in hetzelfde jaar mochten ze voor het eerst deelnemen aan de College World Series. Ook in 1964 en in 1966 werd het ACC kampioenschap gewonnen, en in dat laatste jaar wisten de Tar Heels de College World Series te bereiken.

### Mike Roberts (1978 - 1998)
Mike Roberts leidde de Tar Heels in 1978 naar hun derde College World Series deelname. Ook in 1989 wist hij de College Worlds Series te bereiken met de Tar Heels. In 1980, 1983, 1984, 1989 en 1990 wonnen de Tar Heels het kampioenschap in de ACC. Daarnaast wonnen ze van 1982 tot en met 1984 en in 1990 het ACC Tournament.

### Mike Fox (1999 - 2020)
De grootste successen tot nu toe behaalden de Tar Heels onder Mike Fox. Van 2006 tot en met 2009 werd ieder jaar de College World Series gehaald, evenals in 2011, 2013 en 2018. In zowel 2006 als 2007 werd de finale gehaald, maar beide keren werd deze verloren. Opvallend genoeg werd alleen in 2013 en in 2018 het kampioenschap in de ACC gewonnen onder Fox. Het ACC Tournament werd in 2007, 2013 en 2019 gewonnen.

### Scott Forbes (2020 - heden)
Op 7 augustus 2020 werd bekend gemaakt dat Scott Forbes Mike Fox opvolgde als hoofdcoach van de Tar Heels, nadat Forbes al 23 seizoenen onderdeel uitmaakte van de technische staf van de Tar Heels. In 2024 leidde hij de Tar Heels naar de College World Series, voor het eerst sinds 2018.

## Stadion
Boshamer Stadium werd in 1972 geopend en heeft een capaciteit van 4.100 toeschouwers. In 2009 werd een grote renovatie afgerond.